# Als jij maar van me houdt
Als jij maar van me houdt is een lied van de Nederlandse zangeres Jada Borsato. Het werd in 2014 als single uitgebracht.

## Achtergrond
Als jij maar van me houdt is geschreven door Leonie Meijer en Daniel Gibson en geproduceerd door Jaap Kwakman. Het is een nummer uit de genres nederpop en teen pop. In het lied zingt de liedverteller over dat het haar niet uitmaakt waar ze is of wat ze doet, als haar geliefde maar van haar houdt. Het nummer was de titelsong van de animatiefilm Flits & het magische huis. In de bijbehorende videoclip zijn ook beelden van deze film te zien, samen met scenes waarin de zangeres al zingend te zien is. Daarnaast sprak Borsato zelf ook een rol in voor de Nederlandse versie van de film. Borsato was elf jaar oud bij het uitbrengen van de single.

## Hitnoteringen
De zangeres had weinig succes met het lied in het Nederlands taalgebied. Er was geen notering in de Single Top 100 en ook de Top 40 werd niet bereikt; bij laatstgenoemde bleef het lied steken op de 22e plaats van de Tipparade. Ook in de Vlaamse Ultratop 50 was er geen notering. Hier kwam het tot de 73e positie van de Ultratip 100.